# Kevin Pauwels
Pour les articles homonymes, voir Pauwels.
Kevin Pauwels, né le 12 avril 1984 à Ekeren, est un ancien coureur cycliste belge, spécialiste du cyclo-cross. Professionnel de 2005 à 2019, il a notamment remporté la coupe du monde de cyclo-cross en 2011-2012 et 2014-2015.

## Biographie
Lors de la saison 2014-2015, très régulier, il remporte le classement général de la Coupe du monde de cyclo-cross. En février 2015, il termine quatrième des mondiaux de cyclo-cross.
En 2015 il se classe troisième du Triptyque ardennais.
Le 11 février 2019, Kevin Pauwels annonce qu'il prendra sa retraite à la fin de la saison de cyclo-cross à Oostmalle (24 février 2019), à l'âge de 34 ans.

## Palmarès sur route

### Par années
- 2002
  - 3e du championnat de Belgique sur route juniors
- 2006
  - 4e étape de l'Arden Challenge
  - 5e étape du Tour de Liège
- 2007
  - 1re étape du Tour de Lleida
- 2008
  - 2e étape du Tour de Lleida
- 2010
  - 1re étape de la Flèche du Sud
  - 4e étape du Tour de Serbie
- 2011
  - 3e étape du Kreiz Breizh Elites
- 2014
  - 2e étape du Tour de Namur
- 2015
  - 3e du Triptyque ardennais
- 2016
  - 5e étape du Tour de Liège
- 2018
  - 2e étape du Tour de Liège

### Classements mondiaux
| Année           | 2007 | 2008 | 2009 | 2010 | 2011 | 2012 | 2013  | 2014 |
| --------------- | ---- | ---- | ---- | ---- | ---- | ---- | ----- | ---- |
| UCI Asia Tour   | 204e |      |      |      |      |      |       |      |
| UCI Europe Tour | 782e | 686e | 794e | 606e | 747e | 603e | 1073e | nc   |

## Palmarès en cyclo-cross

### Palmarès par années
- 1999-2000
  - 3e du championnat de Belgique de cyclo-cross débutants
- 2000-2001
  - 3e du championnat de Belgique de cyclo-cross juniors
- 2001-2002
  -  Champion du monde de cyclo-cross juniors
  -  Champion de Belgique de cyclo-cross juniors
  - Classement général du Superprestige juniors
    - Superprestige juniors #1, Ruddervoorde
    - Superprestige juniors #2, Sint-Michielsgestel
    - Superprestige juniors #4, Gieten
    - Superprestige juniors #8, Vorselaar
- 2003-2004
  -  Champion du monde de cyclo-cross espoirs
- 2004-2005
  - Trophée GvA #5 Espoirs, Azencross
  - 3e du championnat de Belgique de cyclo-cross espoirs
  - 4e du championnat d'Europe de cyclo-cross espoirs
  - 6e du championnat du monde de cyclo-cross espoirs
- 2005-2006
  - Classement général de la Coupe du monde espoirs
    - Coupe du monde espoirs #2, Wetzikon
    - Coupe du monde espoirs #5, Liévin

  - 2e du championnat de Belgique de cyclo-cross espoirs
- 2006-2007
  - 5e du championnat du monde de cyclo-cross
- 2008-2009
  - Vlaamse Druivenveldrit, Overijse
  - 3e du championnat de Belgique de cyclo-cross
  - 6e du championnat du monde de cyclo-cross
- 2009-2010
  - Coupe du monde #7-Grand Prix Eric De Vlaeminck, Heusden-Zolder
- 2010-2011
  - Coupe du monde #7, Pontchâteau
  - Trophée GvA #3 - GP d'Hasselt, Hasselt
  - Trophée GvA #7 - Krawatencross, Lille
  - GP Heuts, Heerlen
  - 2e du classement général de la Coupe du monde
  -  Médaillé de bronze au championnat du monde de cyclo-cross
- 2011-2012
  - Vainqueur de la Coupe du monde
    - Coupe du monde #2, Tábor
    - Coupe du monde #4, Igorre
    - Coupe du monde #6-Grand Prix Eric De Vlaeminck, Heusden-Zolder
    - Coupe du monde #8, Hoogerheide

  - Classement général du Trophée GvA
    - Trophée GvA #1 - Koppenbergcross, Audenarde
    - Trophée GvA #2 - GP Mario De Clercq, Renaix
    - Trophée GvA #3 - GP d'Hasselt, Hasselt

  - Superprestige #4, Gavere
  - Steenbergcross, Erpe-Mere 
  - Cyclocross Otegem, Otegem
  - GP Heuts, Heerlen
  -  Médaillé de bronze au championnat du monde de cyclo-cross
- 2012-2013
  - Coupe du monde #1, Tábor
  - Coupe du monde #5, Namur
  - Coupe du monde #7, Rome
  - Trophée Banque Bpost #6 - Grand Prix Sven Nys, Baal
  - Soudal Scheldecross Anvers, Anvers
  - 2e de la Coupe du monde
  - 3e du championnat de Belgique de cyclo-cross
- 2013-2014
  - Trophée Banque Bpost #4 - GP Rouwmoer, Essen
  - Cyclo-cross de Kalmthout, Kalmthout
  -  Médaillé de bronze au championnat du monde de cyclo-cross
  - 4e de la Coupe du monde
- 2014-2015
  - Vainqueur de la Coupe du monde
    - Coupe du monde #3, Milton Keynes
    - Coupe du monde #4, Namur

  - Superprestige #2, Zonhoven
  - Superprestige #5, Francorchamps
  - Superprestige #8, Middelkerke
  - Trophée Banque Bpost #4 - GP d'Hasselt
  - Cyclo-cross Otegem
  - Parkcross, Maldegem
  - 4e du championnat du monde de cyclo-cross
- 2015-2016
  - Superprestige #3, Ruddervoorde
  - SOUDAL Classics - Jaarmarktcross, Niel
  - Internationale Sluitingsprijs Oostmalle, Oostmalle
  -  Médaillé de bronze au championnat du monde de cyclo-cross
  -  Médaillé de bronze du championnat d'Europe de cyclo-cross
- 2016-2017
  - 2e du classement général de la Coupe du monde
  - 2e du championnat de Belgique de cyclo-cross
  -  Médaillé de bronze du championnat du monde de cyclo-cross
  - 6e du championnat d'Europe de cyclo-cross
- 2017-2018
  - 6e de la Coupe du monde
  - 10e du championnat d'Europe de cyclo-cross
- 2018-2019
  - SOUDAL Classics Hasselt, Hasselt
  - Kasteelcross Zonnebeke, Zonnebeke
  - Internationale Sluitingsprijs, Oostmalle

### Classements
| Épreuve / Édition       | 2006/2007 | 2007/2008 | 2008/2009 | 2009/2010 | 2010/2011 | 2011/2012 | 2012/2013 | 2013/2014 | 2014/2015 | 2015/2016 | 2016/2017 |
| Championnat du monde    | 5e        | 11e       | 6e        | 25e       | 3e        | 3e        | 12e       | 3e        | 4e        | 3e        | 3e        |
| Championnat d'Europe    |           |           |           |           |           |           |           |           |           | 3e        | 6e        |
| Coupe du monde          |           |           | 4e        | 5e        | 2e        | 1er       | 2e        | 4e        | 1er       | 3e        | 2e        |
| Superprestige           | 8e        | 13e       | 4e        | 5e        | 2e        | 2e        | 4e        | 7e        | 2e        | 4e        | 4e        |
| Trophée GvA             | 11e       | 11e       | 4e        | 4e        | 3e        | 1er       |           | 3e        | 9e        | 2e        | 2e        |
| Championnat de Belgique | -         | 8e        | 3e        | 10e       | 3e        | 10e       | 3e        | 8e        | 5e        | 7e        | 2e        |

## Palmarès en VTT
- 2002
  -  Champion de Belgique de cross-country juniors
- 2011
  -  Champion de Belgique de cross-country
- 2012
  -  Champion de Belgique de cross-country

## Distinctions
- Koning Winter : 2012